# ضريبة (البيضاء)
ضريبة العرش
ضريبه هي إحدى قرى الجمهورية اليمنية. تتبع جغرافيا لمحافظة البيضاء و إداريًا لمديرية العرش. يبلغ تعداد سكانها 2363 نسمة حسب الإحصاء الذي أجري عام 2004.